# Vichy
Vichy (/vi.'ʃi/) es una ciudad y comuna francesa situada en el departamento de Allier, de la región de Auvernia-Ródano-Alpes. Durante la Segunda Guerra Mundial fue la sede del gobierno de la Francia de Vichy entre 1940 y 1944.
Vichy es la segunda comuna del departamento en número de habitantes y conocida por sus manantiales de agua y sus centros termales.

## Geografía
Está ubicada en un pequeño valle del río Allier, a 45 km al sur de Moulins y a 50 km al noreste de Clermont-Ferrand.

### Clima
| Parámetros climáticos promedio de Vichy (normales 1981–2010, extremos 1941−presente) | Parámetros climáticos promedio de Vichy (normales 1981–2010, extremos 1941−presente) | Parámetros climáticos promedio de Vichy (normales 1981–2010, extremos 1941−presente) | Parámetros climáticos promedio de Vichy (normales 1981–2010, extremos 1941−presente) | Parámetros climáticos promedio de Vichy (normales 1981–2010, extremos 1941−presente) | Parámetros climáticos promedio de Vichy (normales 1981–2010, extremos 1941−presente) | Parámetros climáticos promedio de Vichy (normales 1981–2010, extremos 1941−presente) | Parámetros climáticos promedio de Vichy (normales 1981–2010, extremos 1941−presente) | Parámetros climáticos promedio de Vichy (normales 1981–2010, extremos 1941−presente) | Parámetros climáticos promedio de Vichy (normales 1981–2010, extremos 1941−presente) | Parámetros climáticos promedio de Vichy (normales 1981–2010, extremos 1941−presente) | Parámetros climáticos promedio de Vichy (normales 1981–2010, extremos 1941−presente) | Parámetros climáticos promedio de Vichy (normales 1981–2010, extremos 1941−presente) | Parámetros climáticos promedio de Vichy (normales 1981–2010, extremos 1941−presente) |
| Mes                                                                                  | Ene.                                                                                 | Feb.                                                                                 | Mar.                                                                                 | Abr.                                                                                 | May.                                                                                 | Jun.                                                                                 | Jul.                                                                                 | Ago.                                                                                 | Sep.                                                                                 | Oct.                                                                                 | Nov.                                                                                 | Dic.                                                                                 | Anual                                                                                |
| ------------------------------------------------------------------------------------ | ------------------------------------------------------------------------------------ | ------------------------------------------------------------------------------------ | ------------------------------------------------------------------------------------ | ------------------------------------------------------------------------------------ | ------------------------------------------------------------------------------------ | ------------------------------------------------------------------------------------ | ------------------------------------------------------------------------------------ | ------------------------------------------------------------------------------------ | ------------------------------------------------------------------------------------ | ------------------------------------------------------------------------------------ | ------------------------------------------------------------------------------------ | ------------------------------------------------------------------------------------ | ------------------------------------------------------------------------------------ |
| Temp. máx. abs. (°C)                                                                 | 19.2                                                                                 | 25.7                                                                                 | 27.0                                                                                 | 30.8                                                                                 | 33.5                                                                                 | 39.7                                                                                 | 41.2                                                                                 | 40.6                                                                                 | 36.4                                                                                 | 30.6                                                                                 | 26.2                                                                                 | 21.7                                                                                 | 41.2                                                                                 |
| Temp. máx. media (°C)                                                                | 7.4                                                                                  | 9.0                                                                                  | 13.0                                                                                 | 15.8                                                                                 | 20.0                                                                                 | 23.5                                                                                 | 26.4                                                                                 | 26.1                                                                                 | 22.2                                                                                 | 17.6                                                                                 | 11.2                                                                                 | 7.8                                                                                  | 16.7                                                                                 |
| Temp. media (°C)                                                                     | 3.5                                                                                  | 4.4                                                                                  | 7.4                                                                                  | 9.8                                                                                  | 14.0                                                                                 | 17.4                                                                                 | 19.9                                                                                 | 19.5                                                                                 | 16.0                                                                                 | 12.4                                                                                 | 7.0                                                                                  | 4.1                                                                                  | 11.3                                                                                 |
| Temp. mín. media (°C)                                                                | -0.4                                                                                 | -0.2                                                                                 | 1.9                                                                                  | 3.9                                                                                  | 8.1                                                                                  | 11.2                                                                                 | 13.3                                                                                 | 12.9                                                                                 | 9.8                                                                                  | 7.3                                                                                  | 2.8                                                                                  | 0.4                                                                                  | 5.9                                                                                  |
| Temp. mín. abs. (°C)                                                                 | -26.9                                                                                | -24.0                                                                                | -13.3                                                                                | -7.3                                                                                 | -4.2                                                                                 | -0.2                                                                                 | 3.7                                                                                  | 1.7                                                                                  | -2.0                                                                                 | -9.0                                                                                 | -11.3                                                                                | -18.5                                                                                | -26.9                                                                                |
| Precipitación total (mm)                                                             | 46.8                                                                                 | 39.8                                                                                 | 44.2                                                                                 | 69.3                                                                                 | 98.2                                                                                 | 78.2                                                                                 | 71.6                                                                                 | 74.2                                                                                 | 75.4                                                                                 | 68.0                                                                                 | 63.3                                                                                 | 50.5                                                                                 | 779.5                                                                                |
| Días de precipitaciones (≥ 1 mm)                                                     | 10.0                                                                                 | 8.9                                                                                  | 9.0                                                                                  | 10.8                                                                                 | 12.2                                                                                 | 9.5                                                                                  | 8.1                                                                                  | 8.8                                                                                  | 8.7                                                                                  | 10.4                                                                                 | 10.3                                                                                 | 10.0                                                                                 | 116.7                                                                                |
| Horas de sol                                                                         | 78.1                                                                                 | 94.8                                                                                 | 153.7                                                                                | 175.4                                                                                | 203.4                                                                                | 225.0                                                                                | 248.9                                                                                | 238.3                                                                                | 183.5                                                                                | 128.1                                                                                | 76.7                                                                                 | 55.9                                                                                 | 1861.7                                                                               |
| Humedad relativa (%)                                                                 | 84                                                                                   | 80                                                                                   | 75                                                                                   | 74                                                                                   | 77                                                                                   | 76                                                                                   | 73                                                                                   | 75                                                                                   | 78                                                                                   | 83                                                                                   | 84                                                                                   | 85                                                                                   | 78.7                                                                                 |
| Fuente n.º 1: Météo France                                                           |                                                                                      |                                                                                      |                                                                                      |                                                                                      |                                                                                      |                                                                                      |                                                                                      |                                                                                      |                                                                                      |                                                                                      |                                                                                      |                                                                                      |                                                                                      |
| Fuente n.º 2: Infoclimat.fr (humedad 1961–1990)                                      |                                                                                      |                                                                                      |                                                                                      |                                                                                      |                                                                                      |                                                                                      |                                                                                      |                                                                                      |                                                                                      |                                                                                      |                                                                                      |                                                                                      |                                                                                      |

## Historia
Pertenece a la antigua provincia francesa de Bourbonnais. Entre 1940 y 1944 fue la sede del gobierno de la Francia de Vichy durante la Segunda Guerra Mundial.

## Demografía
| 1 763 | 839 | 1 000 | 776 | 985 | 1 148 | 1 361 | 1 601 | 1 696 | 2 910 | 3 740 | 5 666 | 6 028 | 6 428 | 8 486 | 10 344 | 10 870 | 12 330 | 14 254 | 15 315 | 16 502 | 17 501 | 19 507 | 22 207 | 25 074 | 29 370 | 30 403 | 30 614 | 33 506 | 32 117 | 30 527 | 27 714 | 26 528 | 25 467 | 24 992 | 24 166 |
| Para los censos de 1962 a 1999 la población legal corresponde a la población sin duplicidades (Fuente: INSEE [Consultar]) |     |       |     |     |       |       |       |       |       |       |       |       |       |       |        |        |        |        |        |        |        |        |        |        |        |        |        |        |        |        |        |        |        |        |        |

## Ciudades hermanadas
- Wilhel (Alemania)
- Bad Tölz (Alemania)
- Rhein-Neckar-Kreis (Alemania)
- Dunfermline (Escocia)
- Logroño (España)
- Cluj-Napoca (Rumania)
- Saratoga Springs (Estados Unidos)
- Lima (Perú)